# 沾尚镇
沾尚镇是中华人民共和国山西省昔阳县下辖的一个镇，位于昔阳西部，东临本县乐平镇，南靠西寨乡，西与寿阳县，北与平定县接壤，距县城25公里。九榆线穿镇而过。全镇有居民2940户，共计9579人。

## 地理
全镇区域面积259.2平方公里，地理坐标介于东经173°40′，北纬37°40′之间，海拔高度1470米。年平均气温9℃，无霜期约110—120天，年平均降雨量470毫米。 

## 区划
下辖26个行政村：猛彪、新口上、马道岭、北庄沟、横（读hong）河、畔峪（读ban you）、北头、沾（读dian）尚、此（读chi）沟、坡底、 谷兴沟、中大寒、大寒口、中（读yin）山、胡丰、里小寒、前小寒、土坌、瑶村、明水头、安丰、西峪口、卷峪沟、广阳、松曲、瑶会。

## 经济
沾尚镇为农业镇，拥有耕地面积23349亩。主要种植玉米、谷子、黄豆、马铃薯、莜麦、高粱、黍等，油料作物主要是麻，另胡麻少量分布。蔬菜为小白菜、西红柿、黄瓜、豆角、茄子、北瓜（西葫芦）、辣椒、萝卜、韭菜、南瓜等
人工种植林大量分布于山坡，以及滩涂，为经济收入之一。
2002年，全镇农村经济总收入4568万元，人均纯收入1548元。 （有待确认）
潇河发源于境内马道岭，建有龙门口水利枢纽工程。